# Coleophora apicialbella
Coleophora apicialbella é uma espécie de mariposa do gênero Coleophora pertencente à família Coleophoridae.